# 61-й Нью-Йоркский пехотный полк
61-й Нью-Йоркский пехотный полк (61th New York Volunteer Infantry Regiment) — представлял собой один из пехотных полков армии Союза во время Гражданской войны в США. Полк был сформирован в октябре 1861 года и прошёл все сражения Потомакской армии на Востоке от сражения при Севен-Пайнс до сражения при Аппоматтоксе.

## Формирование
Полк был сформирован в Нью-Йорке 25 октября 1861 года. Его первым командиром был полковник Спенсер Коун, подполковником — Френсис Бэрлоу (в прошлом лейтенант 12-го Нью-Йоркского), а майором — Уильям Массетт.
Рота С была полностью набрана из студентов Университета Мэдисона.

## Боевой путь

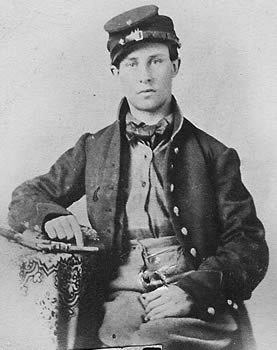
Ладлоу Холл, рядовой роты I; вступил в полк 4 ноября 1861. Умер 27 июля 1862 в Ньюпорт-Ньюс.

9 ноября 1861 года полк был отправлен в Вашингтон, где был включён в состав бригады Оливера Ховарда (в составе дивизии Эдвина Самнера).
10 марта 1862 года бригада Ховарда стала частью II корпуса Потомакской армии. 14 апреля полковник Коун подал в отставку, Бэрлоу получил звание полковника, Массетт — звание подполковника, а капитан Артур Брукс (из роты G) — звание майора. В те же дни полк был отправлен на Вирджинский полуостров к Йоктауну. Там 12 мая майор Брукс умер от заразной болезни. И на его место был назначен капитан роты А, Захари Лоуренс.
31 мая началось сражение при Севен-Пайнс. В бою погибло 42 рядовых и 6 офицеров, среди них — подполковник Массетт. Было ранено 4 офицеров и 56 рядовых. На место подполковника был назначен Нельсон Майлз. В этом же бою был ранен Оливер Ховард и командование бригадой принял Джон Колдуэл.
В конце июня полк участвовал в сражениях Семидневной битвы — при Саваж-Стейшен, при Глендейле и Малверн-Хилл. В этих боях полк потерял 28 рядовых убитыми и ранеными, 2 офицеров и 71 рядового ранеными и 11 пропавшими без вести.
В конце августа полк был отведён в форт Монро, откуда переправлен по морю в Александрию и направлен под Сентервилл. В сентябре он был задействован в Мерилендской кампании. 17 сентября во время сражения при Энтитеме дивизия Ричардсона (корпус Самнера) была послана в атаку на позиции конфедератов на Санкен-Роуд. Бэрлоу повёл полк во фланговую атаку и захватил позиции противника, взяв в плен 300 человек. При последовавшей за этим контратаке Бэрлоу был ранен шрапнелью и полк возглавил Нельсон Майлз. Второй лейтенант Теодор Крейг из роты С впоследствии получил Медаль Почёта за то, что захватил знамя 44-го алабамского пехотного полка, получив при этом ранение шеи. В бою погиб капитан Мортон Энджелл и 11 человек рядовых. 27 рядовых были ранены.
После сражения полк был отведён в Харперс-Ферри, где была расформирована рота I. Её рядовых распределили по другим ротам, после чего рота была набрана заново. 30 сентября Бэрлоу стал бригадным генералом и возглавил одну из бригад XI корпуса, а полковником стал Нельсон Майлз. Капитан Оскар Броди (рота С) получил звание подполковника.
В декабре 1862 года полк участвовал в сражении при Фредериксберге, где штурмовал позиции южан на высотах Мари в составе дивизии Хэнкока. В этом бою полк потерял 13 человек убитыми и 22 человека ранеными, в их числе полковника Майлза.
Весной 1863 года полк участвовал в Чанселорсвиллской кампании и сражении при Чанселорсвилле, где оказался в стороне от активных боевых действий, но потерял 15 рядовых, а полковник Майлз был ранен в шею. Впоследствии он получил Медаль Почёта за это бой. 22 мая бригадный командир Колдуэлл был переведён на дивизионное командование и бригаду возглавил полковник Эдвард Кросс.